# (14338) Shibakoukan
(14338) Shibakoukan (1982 VP3) – planetoida z pasa głównego asteroid okrążająca Słońce w ciągu 5,05 lat w średniej odległości 2,94 j.a. Odkryta 14 listopada 1982 roku.